# جواز سفر فيتنامي
جواز السفر الفيتنامي (بالفيتنامية: Hộ chiếu Việt Nam)‏ يتم إصداره للمواطنين الفيتناميين لتسهيل السفر في الرحلات الدولية. يتعين على المواطنين الفيتناميين التقديم في إدارة الهجرة الإقليمية. يتطلب الطلب بطاقة هوية وأربع صور جواز سفر.
اعتبارًا من عام 2022 تبلغ التكلفة 160.000 دونغ فيتنامي؛ حوالي 7 دولارات أمريكية.

## المعرض

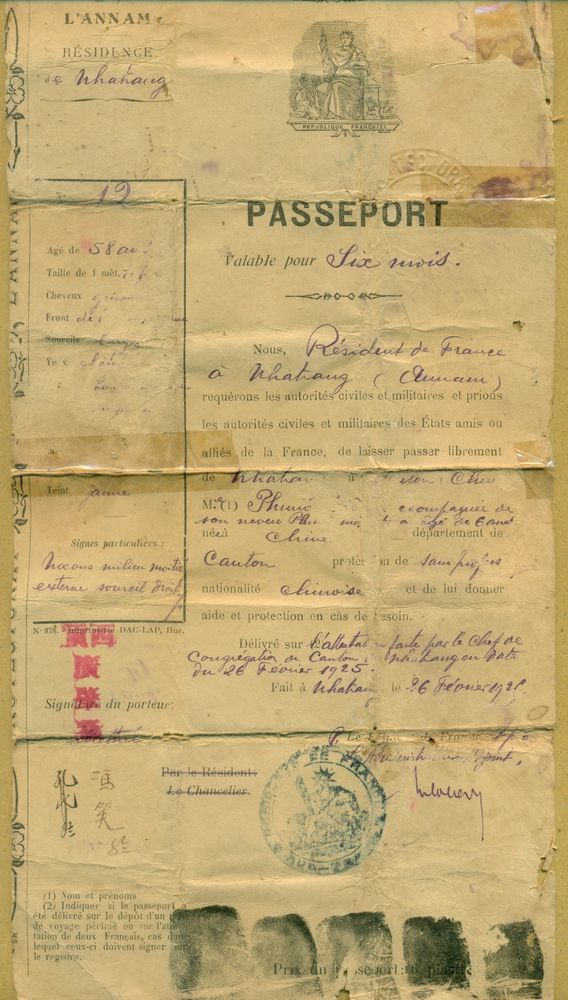
جواز سفر صادر عن محمية أنام في الهند الصينية الفرنسية لمواطن صيني (1925).
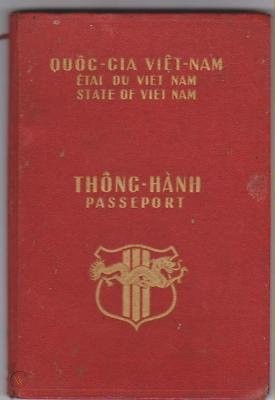
تصميم جواز سفر دولة فيتنام
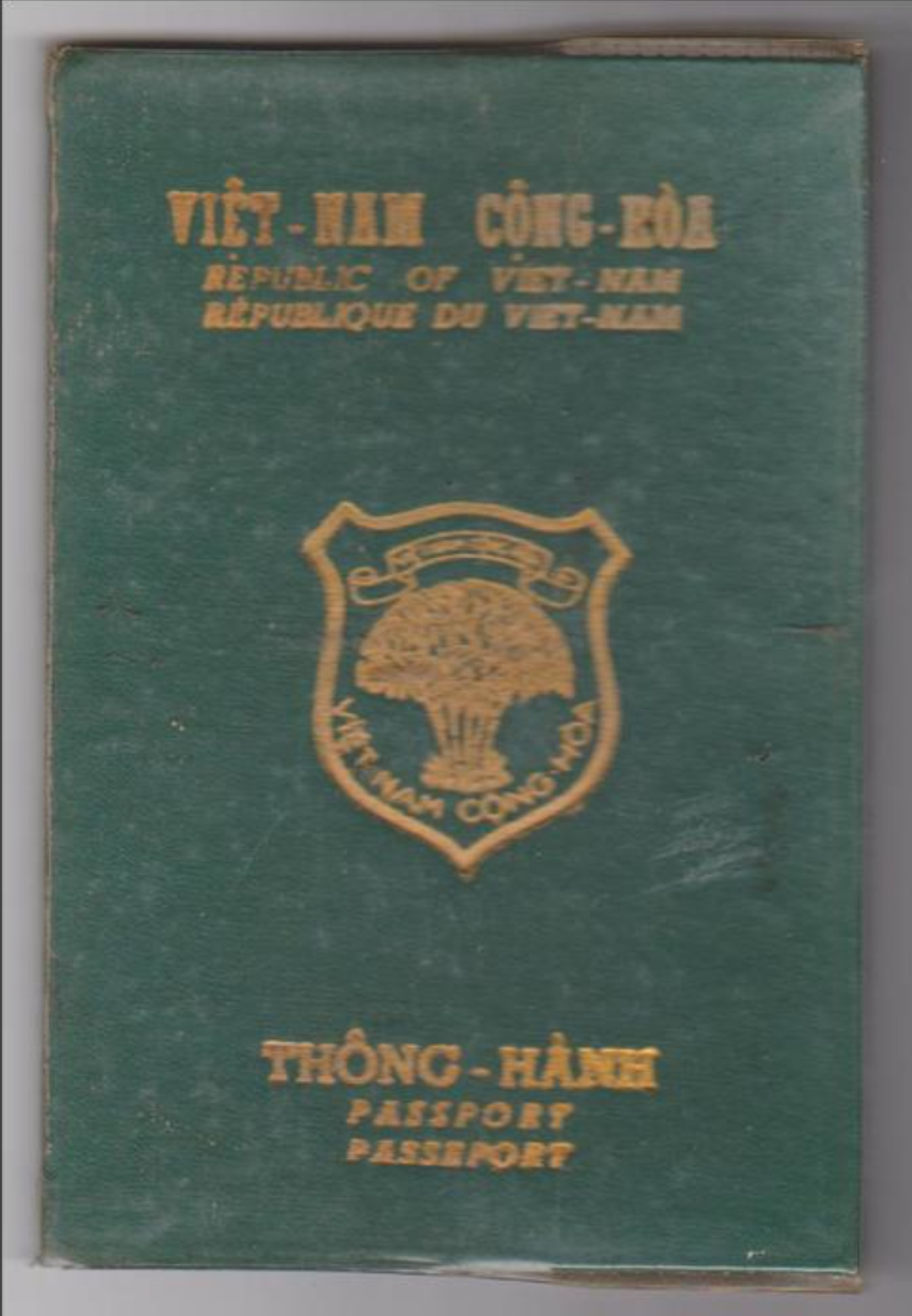
تصميم جواز سفر جمهورية فيتنام .
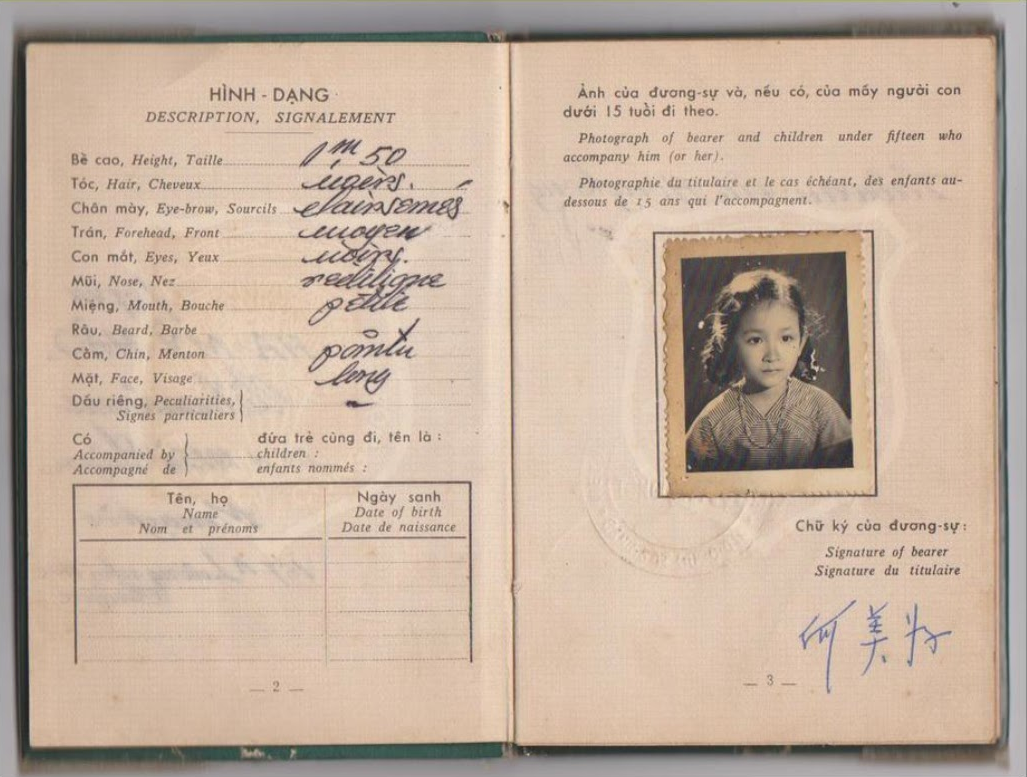
صفحة معلومات جواز سفر فيتنامي جنوبي.
جوازات السفر الدبلوماسية لجمهورية فيتنام الجنوبية وجمهورية فيتنام الديمقراطية.
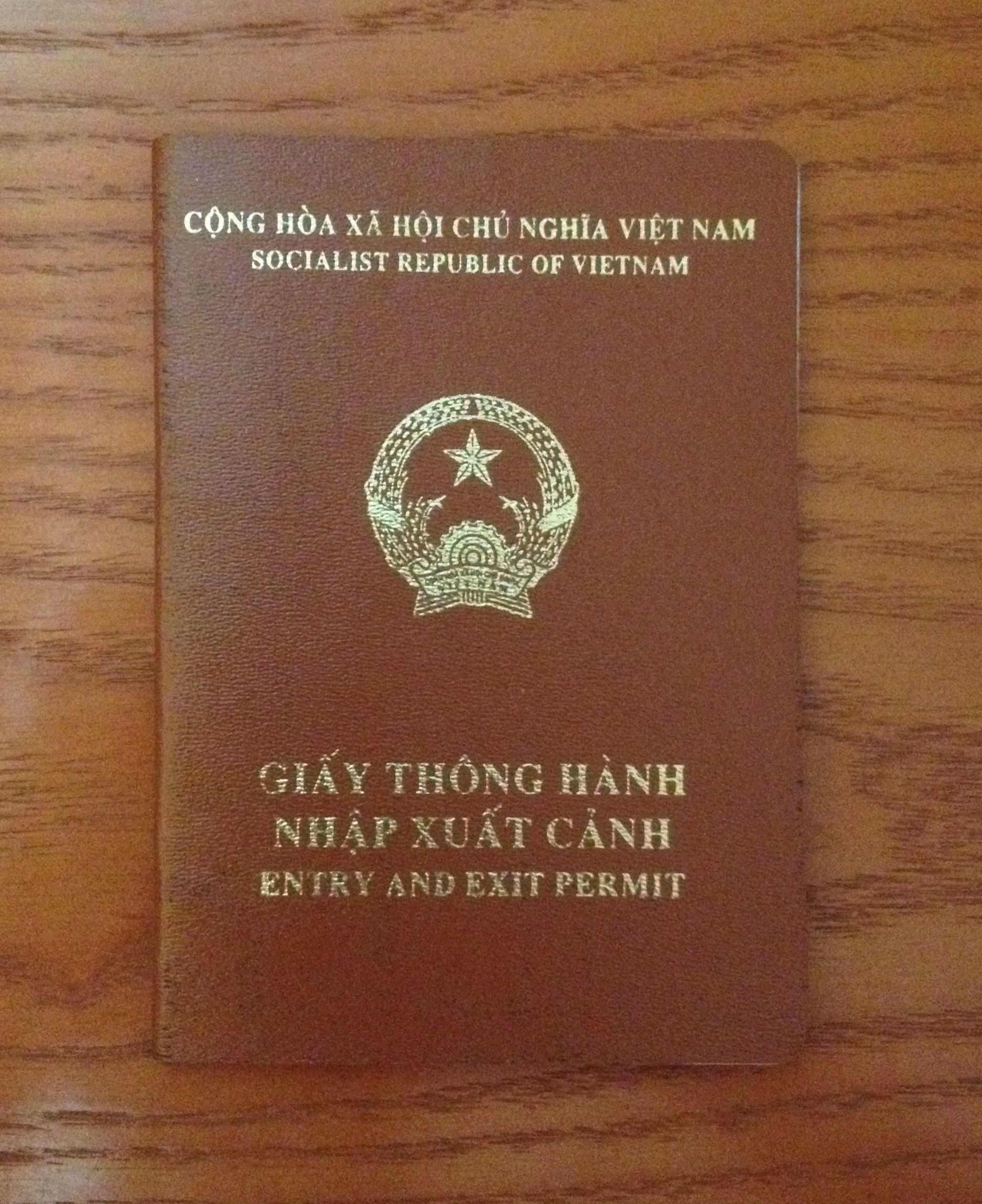
تصريح دخول وخروج للأشخاص الذين يعبرون الحدود مع الصين بشكل متكرر.
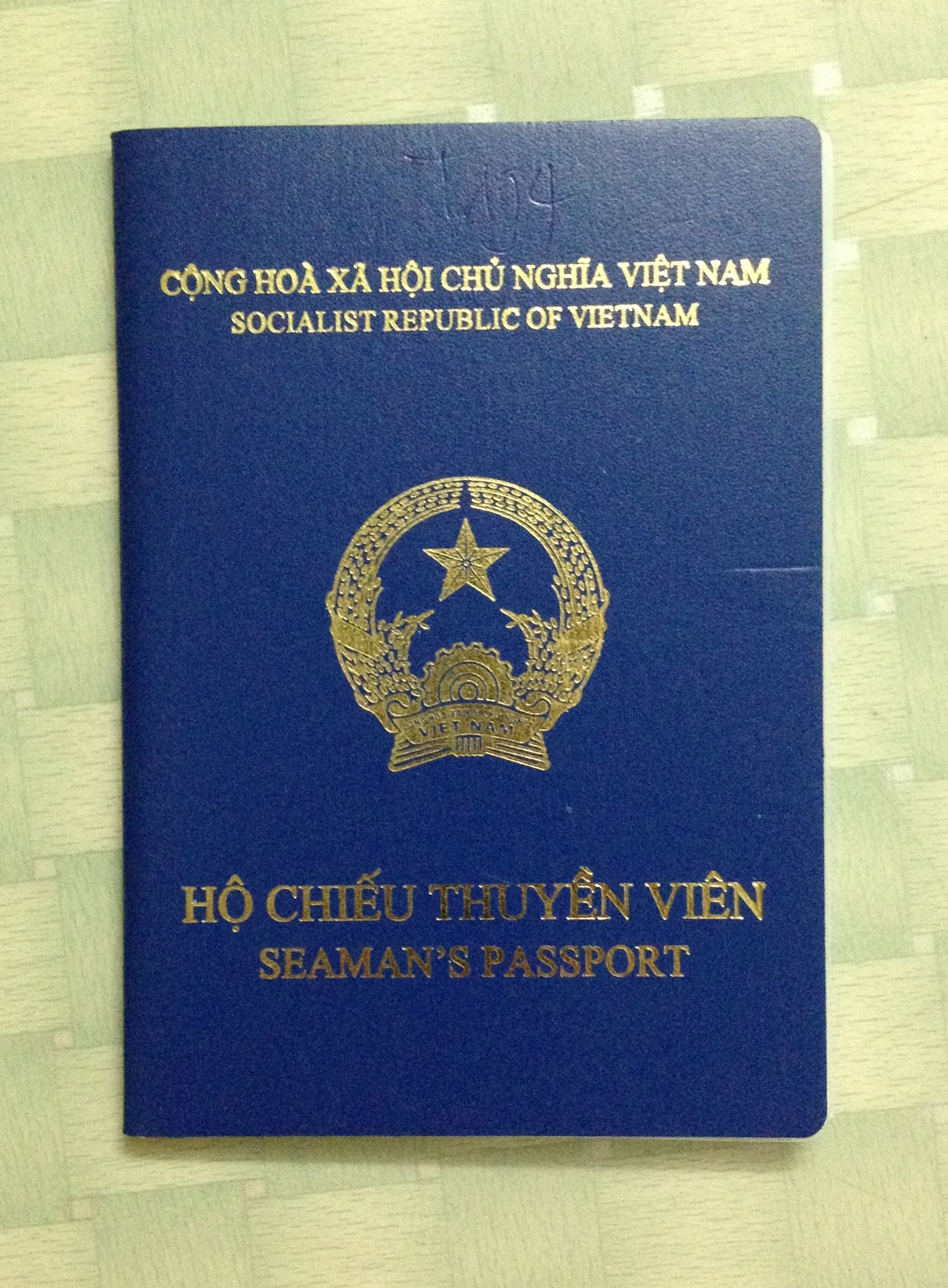
جواز سفر البحار الفيتنامي

## روابط خارجية
- Vietnam Ministry of Public Security - Immigration Department نسخة محفوظة 12 مارس 2022 على موقع واي باك مشين.